# Hyon Yong-chol
Hyon Yong-chol (Chosŏn'gŭl: 현영철; MR: Hyŏn Yŏngch'ŏl; 11 de janeiro 1953 - Pyongyang, 30 de abril de 2015) foi um oficial militar Norte Coreano e político do Partido dos Trabalhadores da Coreia que serviu como ministro da defesa.
Em maio de 2015, a Agência de espionagem da Coreia do Sul, relatou que Hyon foi expurgado e executado, no entanto, o fato de sua execução foi posteriormente posto em dúvida.

## Vida pessoal e carreira
Ingressou nas forças armadas em 1966.
Em setembro de 2010, foi promovido à categoria de general de quatro-estrelas (대장) juntamente de Kim Jong Un, Kim Kyong Hui, Kim Kyong Ok, Choe Ryong Hae, e Choe Pu Il. 
Em julho de 2012, foi promovido à categoria de Chasu (차수) (Vice-Marechal) das Forças Armadas da Coreia do Norte, dois dias depois do Chefe do Estado-Maior General Ri Yong-ho ser dispensado de suas obrigações. Inicialmente estava incerto se iria substituir Ri Yong-ho como Chefe do Estado-Maior General, mas isto foi confirmado poucos dias depois.
Entretanto, em novembro de 2012, foi rebaixado a General.
Em outra reviravolta, em junho de 2014, foi chamado para servir como ministro das Forças Armadas Populares.